# Bahnstrecke Puerto Pizarro–Tumbes
| Puerto Pizarro–Tumbes | Puerto Pizarro–Tumbes |
| --------------------- | --------------------- |
| Streckenlänge:        | 11,2 km               |
| Spurweite:            | 750 mm (Schmalspur)   |
|                       |                       |

Die Bahnstrecke Puerto Pizarro–Tumbes verband die im Hinterland gelegene Stadt Tumbes (⊙) im Norden von Peru mit dem Hafen Puerto Pizarro (⊙).

## Geschichte
Wie zahlreiche andere Eisenbahnen in Peru handelte es sich um einen Inselbetrieb, der gebaut wurde, um einem im Hinterland gelegenen Wirtschaftszentrum Zugang zu einem Hafen an der Pazifikküste zu verschaffen. In diesem Fall löste die Initiative des Peruanischen Staates, der den Hafen errichten ließ, den Bahnbau aus. Die Bahn ging 1909 in Betrieb.
Der Standort des Hafens war ungünstig gewählt, da er durch eine entsprechende Meeresströmung versandete. Größere Schiffe konnten ihn dann nicht mehr anlaufen. Dies und die zunehmende Konkurrenz des Straßenverkehrs ließen die Bahn nie in die Gewinnzone kommen. Eine letzte größere Investition ist für 1928 verzeichnet. In der Folgezeit nahm der Verkehr ständig ab und wurde noch vor 1949 aufgegeben, dem Jahr, als das Gleis demontiert wurde.

## Infrastruktur
Die Bahn wurde in der Spurweite von 750 mm errichtet, war eingleisig und nur 11,2 km lang. Die Strecke wies keine Kunstbauten auf. Die wirtschaftliche Lage der Bahn wurde stark dadurch beeinträchtigt, dass eine Straße parallel verlief.

## Betrieb
Die Bahn hatte wohl nie mehr als zwei Lokomotiven. Das Verkehrsaufkommen generierte überwiegend die Landwirtschaft, die Produkte über die Bahn zum Hafen abfuhr. Außerdem wurde in nennenswertem Umfang Holzkohle transportiert. Auch fand Personenverkehr statt.